# 梁时泰

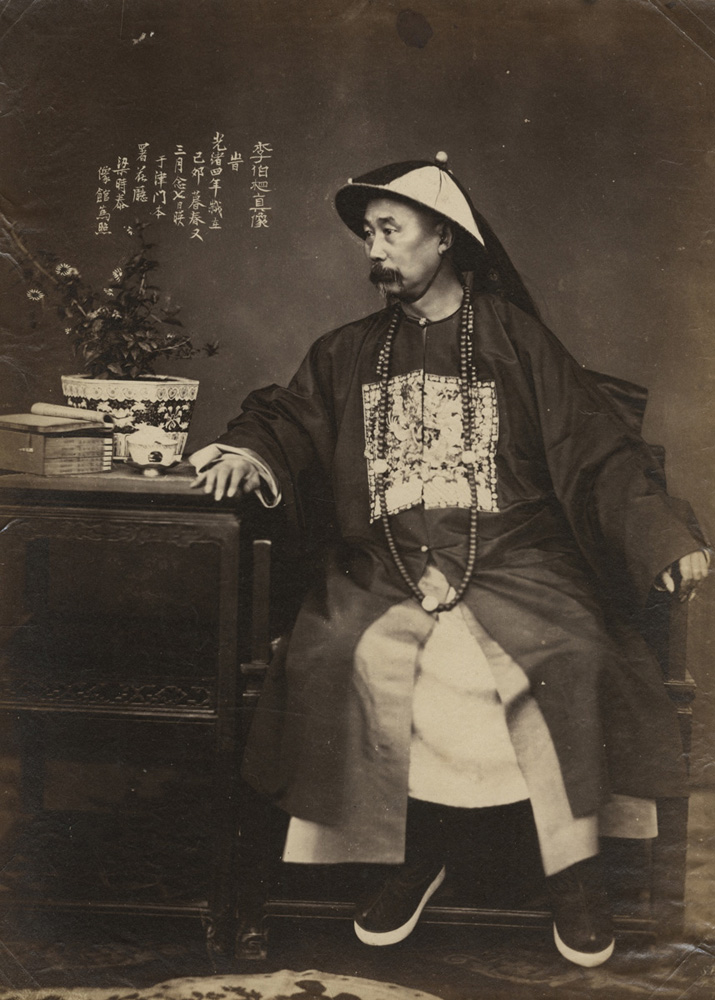
《李伯相真像》，即李鸿章，1870年代，蛋白印相。洛文希尔中国摄影收藏

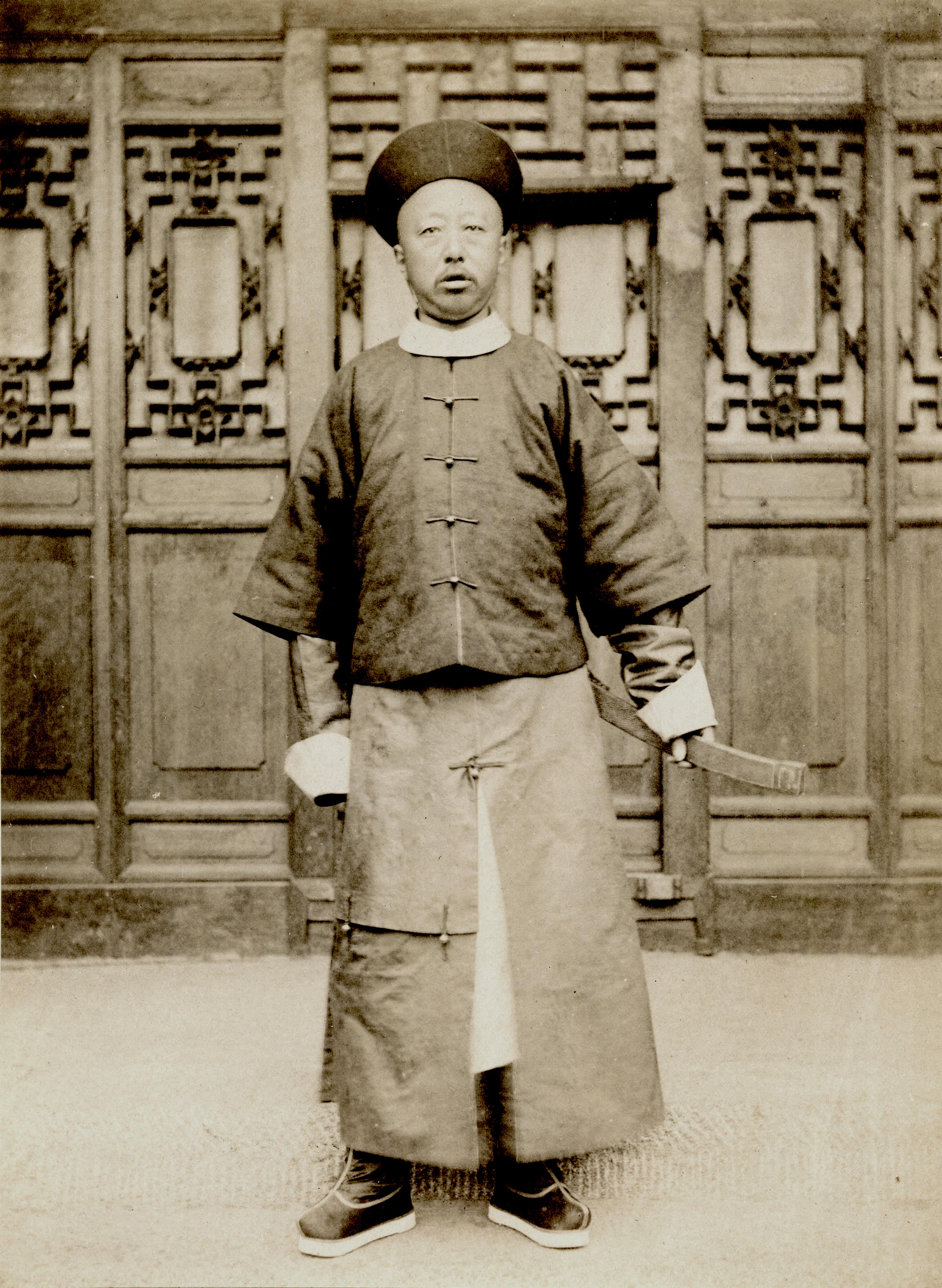
醇亲王奕譞，1870年代，蛋白印相。洛文希尔中国摄影收藏

梁时泰（?—?），廣東人，是中国清末时期最重要的人像摄影师之一。他专攻高级官员的肖像照，以及对喜爱文人画的中国客户有吸引力的照片。作为首批拍摄清朝重要官员和其他显赫人物的摄影师之一，梁时泰的作品首次说服清廷将摄影接纳为一种艺术媒介。19世纪70年代初，他在香港建立了自己的工作室，然后在70年代末迁往上海，又在80年代迁至天津。梁时泰的照片是他那个时代最具历史意义和视觉效果的照片之一。

## 影响

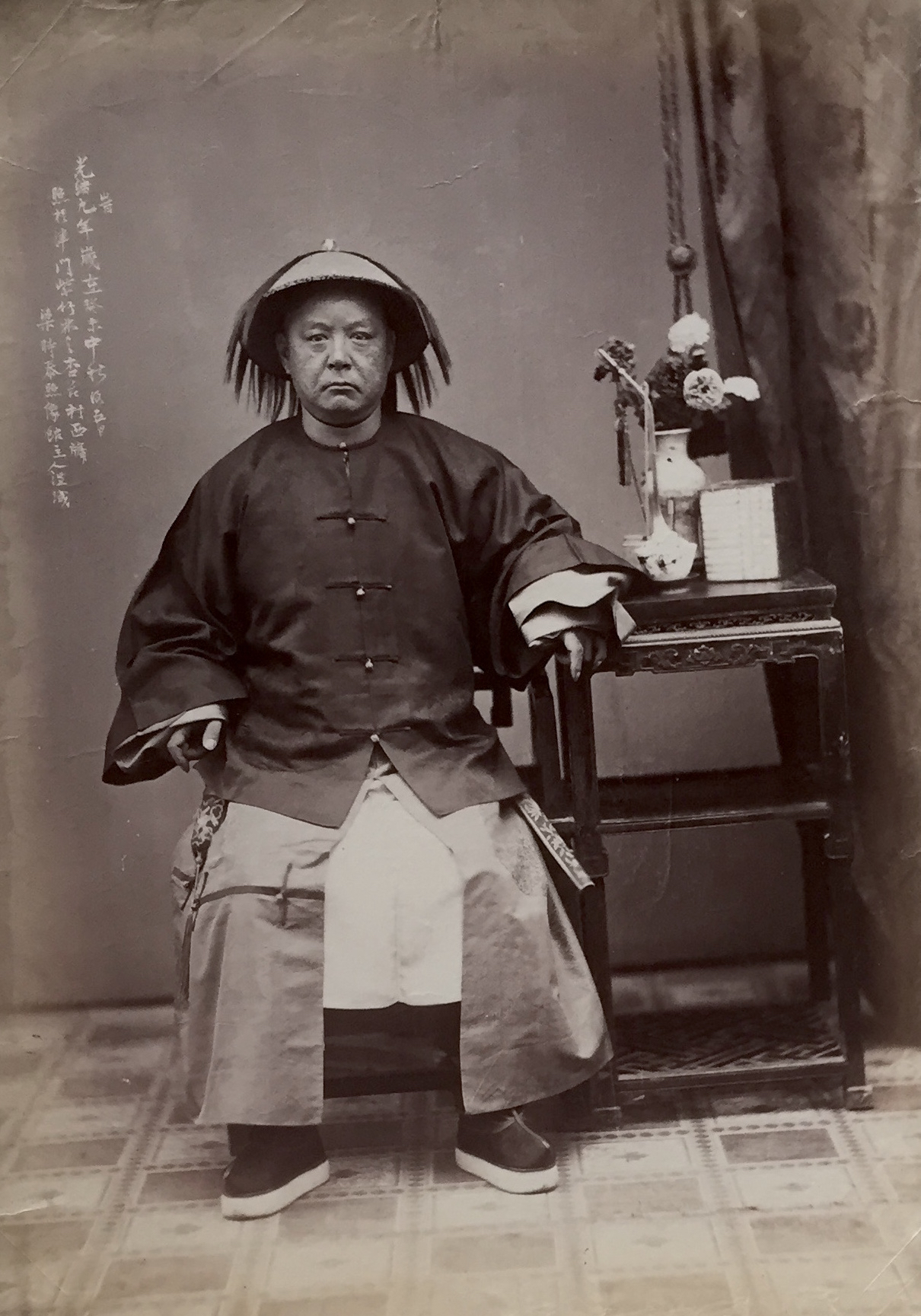
一位官员，1883年。蛋白印相。洛文希尔中国摄影收藏

梁时泰现被公认为中国早期摄影的先驱。2018年在清华大学艺术博物馆举办的《世相与映像：洛文希尔摄影收藏中的19世纪中国》展览中展出了120幅19世纪中国的摄影杰作，其中就包括两幅梁时泰以蛋白印相拍摄的清朝官员肖像。
与当时在中国的外国摄影师相比，梁时泰的摄影显露出中国传统绘画的风格和美学。他的许多照片上都有手写题字或有手绘点缀（如《李伯相真像》中的花瓣，在底片上绘制而成），显示出他的画家背景，这是他的作品与许多同行的又一个不同。梁时泰的照片如今极为珍稀，可以在洛文希尔中国摄影收藏 （页面存档备份，存于）、美国国会图书馆和盖蒂博物馆收藏等著名馆藏中找到。

## 摄影作品

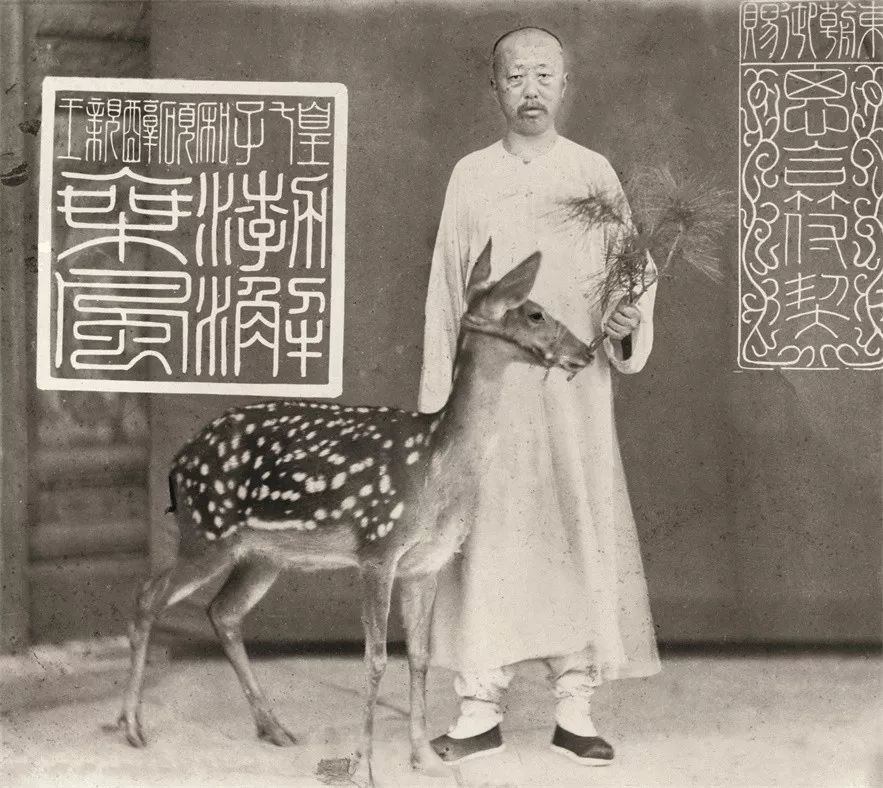
《醇親王奕譞餵鹿》

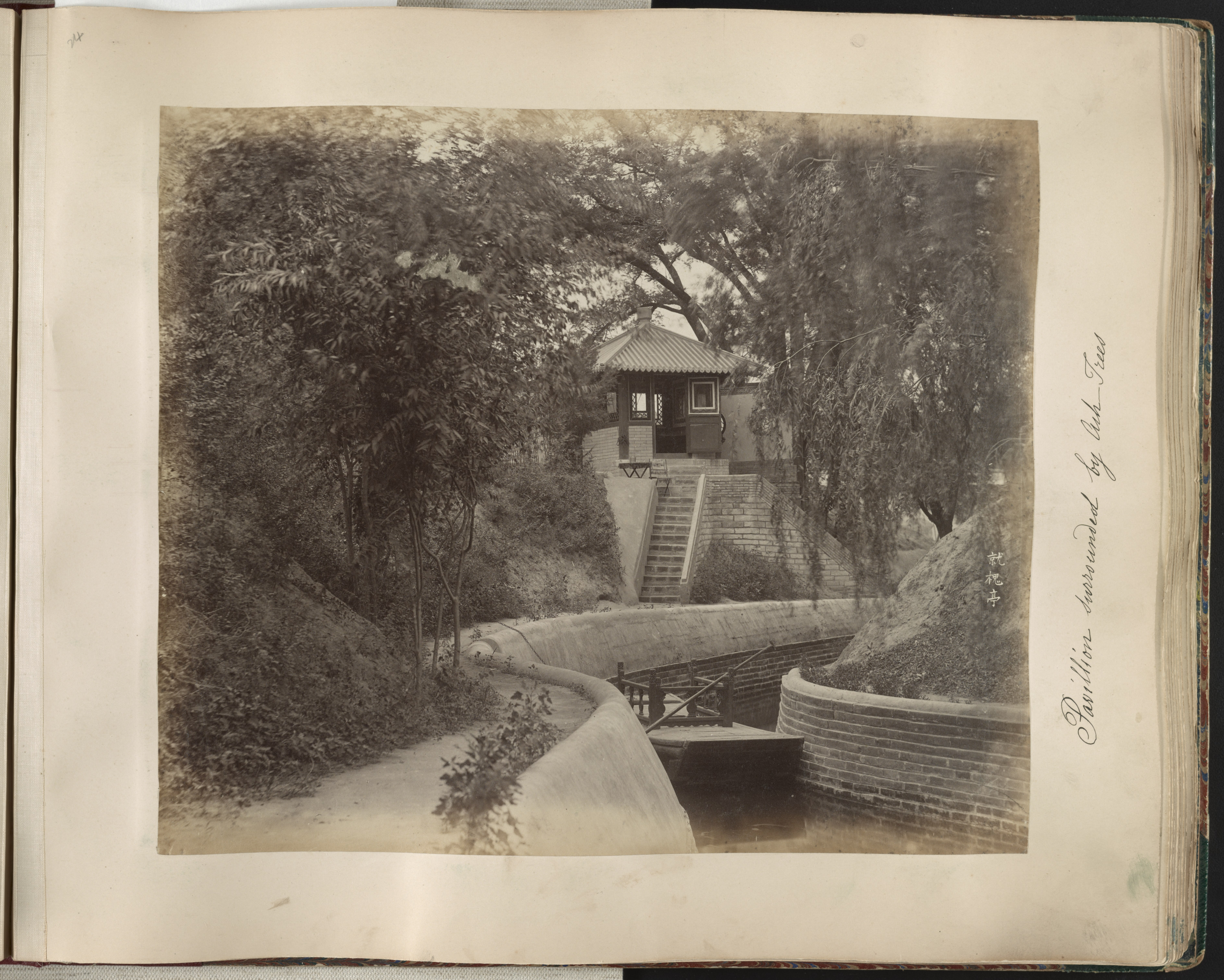
白蜡树环绕着凉亭，1888年摄于天津

梁时泰于19世纪70年代初在香港成立了他的第一间摄影工作室，最早刊登的广告发布在1871年10月的香港《每日广告报》（Daily Advertiser）。到1876年，他把工作室搬到了上海，这可能是与香港同行如黎芳和缤纶照相馆加剧的竞争导致的。对摄影艺术着迷的醇亲王奕譞雇用梁时泰为他和家人拍摄肖像照。梁时泰的肖像照展示出各种构图和创作技巧，显示出与皇室肖像画绘制标准的密切联系。他因拍摄两代醇亲王奕譞和载沣的肖像而闻名，这些作品有着20年的跨度。学者们特别注意的是梁时泰在1888年为晚年奕譞拍摄的《醇親王奕譞餵鹿》，他“使用上层文人肖像摄影技法将奕譞描绘成悠闲的学者形象……辅以代表长寿的吉祥物如鹿和松枝……更多起象征或寓意作用，而不是作为私人财产。”梁时泰的另一个著名拍摄对象是中国晚清军事家、政治家和外交官李鸿章，梁时泰曾多次为他拍照，包括1879年与美国前总统尤利西斯·格兰特的合影。

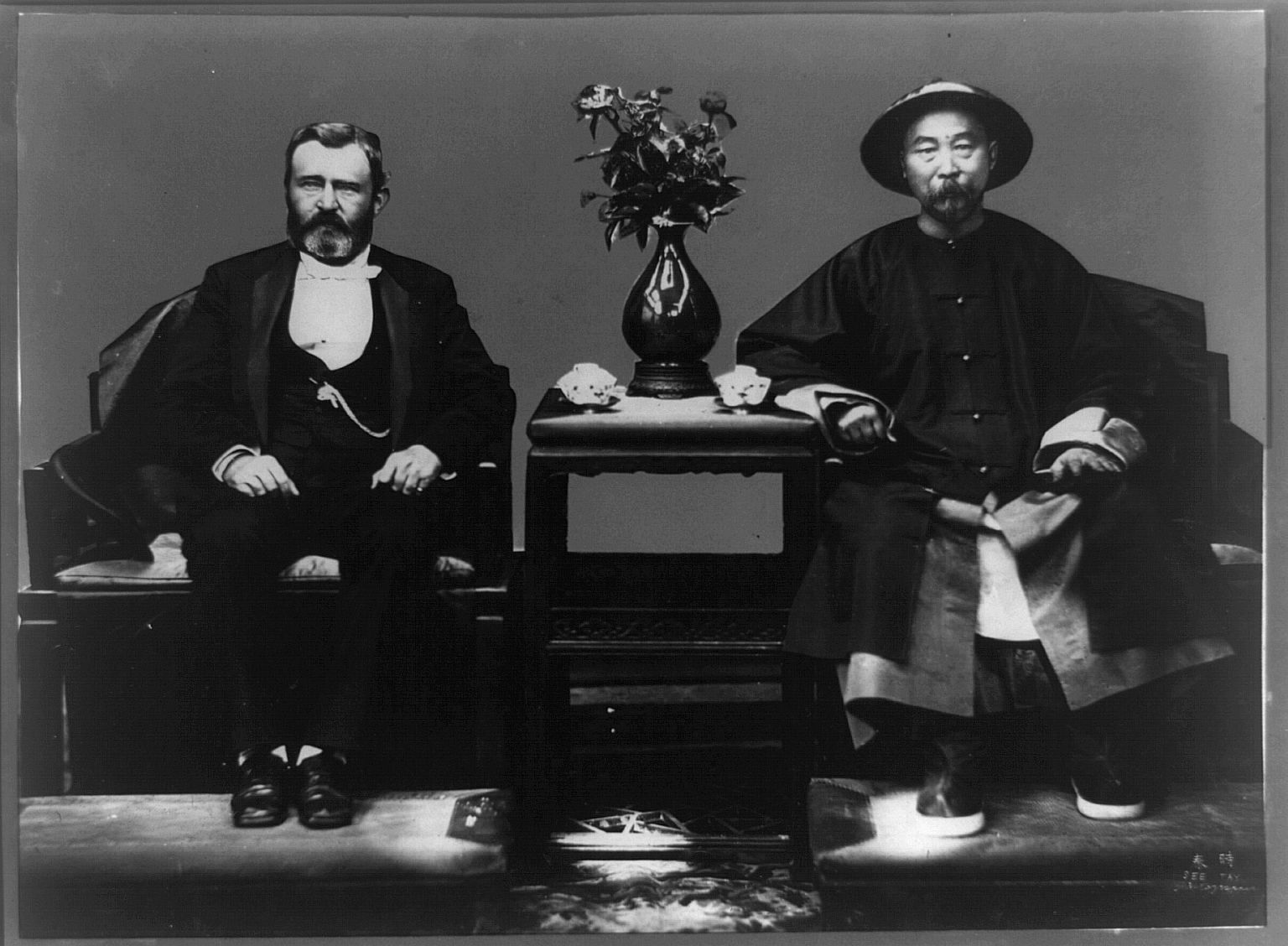
美国前总统尤利西斯·格兰特和李鸿章，梁时泰摄于1879年

梁时泰还拍摄了天津、香港和上海的风景。

## 中文来源
- 洛文希尔中国摄影收藏 （页面存档备份，存于）
- 清华大学艺术博物馆, 洛文希尔收藏编. . 北京: 清华大学出版社. 2018. ISBN 978-7-302-51668-2.
- 泰瑞·贝内特. . 由徐婷婷翻译. 北京: 中国摄影出版社. 2014. ISBN 978-7-5179-0083-2.
- 泰瑞·贝内特. . 由徐婷婷翻译. 北京: 中国摄影出版社. 2011. ISBN 978-7-80236-567-4.